# Gotländskt arkiv
Gotländskt arkiv, grundad 1929, är föreningen Gotlands fornvänners och Gotlands museums årsbok.
Bland årsbokens tidigare redaktörer märks bland andra Nils Lithberg, Richard Steffen och Gunnar Svahnström.